# Teacher Teacher
〈Teacher Teacher〉는 AKB48의 52번째 싱글이다.

## 개요
- 전작 〈자바자〉로부터 약 2개월 만의 싱글이다.
- 오구리 유이가 첫 센터를 맡은 싱글이다.

## 수록곡

### Type A
초회한정반 자켓 사진: 오구리 유이 · 카시와기 유키 · 사시하라 리노 · 마츠이 쥬리나 · 미야와키 사쿠라 · 야마모토 사야카 · 요코야마 유이
통상반 자켓 사진 : 오카다 나나 · 오구리 유이 · 야마모토 사야카
CD
1. Teacher Teacher
2. 君は僕の風 / 너는 나의 바람 - AKB48 그룹 센터 시험 선발
3. ロマンティック準備中 / 로맨틱 준비중 - 팀 A
4. Teacher Teacher off vocal ver.
5. 君は僕の風 off vocal ver.
6. ロマンティック準備中 off vocal ver.

DVD
1. Teacher Teacher Music Video
2. 君は僕の風 Music Video
3. ロマンティック準備中 Music Video

### Type B
초회한정반 자켓 사진: 오카다 나나 · 오기노 유카 · 코지마 마코 · 시로마 미루 · 스다 아카리 · 타카하시 쥬리 · 무카이치 미온
통상반 자켓 사진 : 오기노 유카 · 코지마 마코 · 마츠이 쥬리나
CD
1. Teacher Teacher
2. 君は僕の風 / 너는 나의 바람
3. 終電の夜 / 막차의 밤 - 팀 K
4. Teacher Teacher off vocal ver.
5. 君は僕の風 off vocal ver.
6. 終電の夜 off vocal ver.

DVD
1. Teacher Teacher Music Video
2. 君は僕の風 Music Video
3. 終電の夜 Music Video

### Type C
초회한정반 자켓 사진: 오카베 린 · 카토 레나 ·코미야마 하루카 · 타키노 유미코 · 나카이 리카 · 무라야마 유이리 · 요시다 아카리
통상반 자켓 사진 : 카시와기 유키 · 시로마 미루 · 미야와키 사쿠라 · 무카이치 미온
CD
1. Teacher Teacher
2. 君は僕の風 / 너는 나의 바람
3. 新しいチャイム / 새로운 차임 - 팀 B
4. Teacher Teacher off vocal ver.
5. 君は僕の風 off vocal ver.
6. 新しいチャイム off vocal ver.

DVD
1. Teacher Teacher Music Video
2. 君は僕の風 Music Video
3. 新しいチャイム Music Video

### Type D
초회한정반 자켓 사진: 오바타 유나 · 쿠보 사토네 · 후쿠오카 세이나 · 마츠오카 하나 · 야부키 나코 · 야마우치 미즈키 · 야마모토 아야카
통상반 자켓 사진 : 사시하라 리노 · 스다 아카리 · 타카하시 쥬리 · 요코야마 유이
CD
1. Teacher Teacher
2. 君は僕の風 / 너는 나의 바람
3. 猫アレルギー / 고양이 알레르기 - 팀 4
4. Teacher Teacher off vocal ver.
5. 君は僕の風 off vocal ver.
6. 猫アレルギー off vocal ver.

DVD
1. Teacher Teacher Music Video
2. 君は僕の風 Music Video
3. 猫アレルギー Music Video

### 극장반
자켓 사진: 오구리 유이
CD
1. Teacher Teacher
2. 君は僕の風 / 너는 나의 바람
3. 蜂の巣ダンス / 벌집 댄스 - 팀 8
4. Teacher Teacher off vocal ver.
5. 君は僕の風 off vocal ver.
6. 蜂の巣ダンス off vocal ver.

## 선발 멤버

### Teacher Teacher
(센터:오구리 유이)

## AKB48/NGT48/STU48
카토 레나, 무카이치 미온, 요코야마 유이, 코지마 마코, 코미야마 하루카, 카시와기 유키, 쿠보 사토네, 타카하시 쥬리, 후쿠오카 세이나, 오카다 나나, 무라야마 유이리, 야마우치 미즈키, 오카베 린, 오구리 유이, 오기노 유카, 나카이 리카, 타키노 유미코

## SKE48
마츠이 쥬리나, 오바타 유나, 스다 아카리

## NMB48
야마모토 아야카, 야마모토 사야카, 시로마 미루, 요시다 아카리

## HKT48
사시하라 리노, 마츠오카 하나

## 아이즈원
야부키 나코, 미야와키 사쿠라

### 너는 나의 바람
AKB48 그룹 센터 시험 선발
(센터:무카이치 미온)

## AKB48/NGT48
이리야마 안나, 무카이치 미온, 요코야마 유이, 이와타테 사호, 카시와기 유키, 사사키 유카리, 후쿠오카 세이나, 카와모토 사야, 오다 에리나, 쿠사카베 아이나, 무라쿠모 후우카

## SKE48
츠즈키 리카, 아라이 유키

## HKT48
사카구치 리코, 사시하라 리노, 후치가미 마이

### 로맨틱 준비중
팀 A 명의
(센터:오구리 유이)
- 이리야마 안나, 오카베 린, 오쿠모토 히나노, 오구리 유이, 카토 레나, 고토 모에, 시타오 미우, 시노자키 아야나, 시모아오키 카린, 스즈키 쿠루미, 타구치 마나카, 타니카와 히지리, 치바 에리이, 쵸 쿠레나, 니시카와 레이, 히토미 코토네, 미야자키 미호, 무카이치 미온, 요코야마 유이, 요시다 카렌

### 막차의 밤
팀 K 명의
(센터:쿠라노오 나루미)
- 이치카와 마나미, 오다 에리나, 쿠라노오 나루미, 코지마 마코, 코미야마 하루카, 시모구치 히나나, 테라다 미사키, 나카노 이쿠미, 노자와 레나, 하시모토 하루나, 하루모토 유키, 히다리토모 아야카, 후지타 나나, 미네기시 미나미, 무토 오린, 무토 토무, 모기 시노부, 야구치 모카, 야스다 카나, 야마다 쿄카, 야마다 나나미, 유모토 아미, 요코야마 유이(8)

### 새로운 차임
팀 B 명의
(센터:쿠보 사토네)
- 이와타테 사호, 오오타 나오, 오오야 시즈카, 오쿠하라 히나코, 카시와기 유키, 카와하라 미사키, 키타자와 사키, 쿠보 사토네, 사사키 유카리, 사토 아카리, 사토 시오리, 시미즈 마리아, 다카하시 쥬리, 타키타 카요코, 타케우치 미유, 타니구치 메구, 나카니시 치요리, 핫토리 유우나, 히와타시 유이, 후쿠오카 세이나, 혼다 히토미, 야마베 아유, 야마모토 루카, 요시카와 나나세

### 고양이 알레르기
팀 4 명의
(센터:야마우치 미즈키)
- 아사이 나나미, 이나가키 카오리, 우타다 하츠카, 오오카와 리오, 오오니시 모모카, 오오모리 미유, 오카다 나나, 카와모토 사야, 교텐 유리나, 사카구치 나기사, 사토 키아라, 타카오카 카오루, 타카하시 아야네, 타카하시 사야카, 타츠야 마키호, 타야 미사키, 나가노 세리카, 노다 히나노, 하마 사유나, 히라노 히카루, 마챠링, 미야자토 리라, 무라야마 유이리, 야마우치 미즈키

### 벌집 댄스
팀 8 명의
(센터:요코야마 유이)
- 오오타 나오, 오오니시 모모카, 오카베 린, 오구리 유이, 교텐 유리나, 쿠라노오 나루미, 사카구치 나기사, 사토 시오리, 타니카와 히지리, 하마 사유나, 히다리토모 아야카, 히토미 코토네, 미야자토 리라, 야구치 모카, 야마다 나나미, 요코야마 유이